# 三岳寺
三嶽寺（さんがくじ）は、三重県三重郡菰野町菰野の湯の山温泉に存在する天台宗山門派の寺院。かつては数百名の僧兵を抱える大寺院であった。寺院名は設立時から三嶽寺で、岳の字を使ったものは誤り。

## 歴史
- 平安時代初期の大同2年(807年)に最澄(伝教大師)によって開かれたと伝わる。
- 三嶽寺は、元々鈴鹿山脈の国見岳にあったが、織田信長が比叡山焼き討ちを行う3年前の永禄11年(1568年)に織田信長の命により、滝川一益の軍勢が押し寄せ、当時三嶽寺には数百人もの僧兵が居て勇敢に戦ったものの多くの堂宇が悉く兵火により灰燼に帰した。
- 同時期に滝川一益の軍勢により伊勢国の数多くの寺院が焼き討ちされ多くの貴重な文化財が失われたが、菰野町内では、引接寺(天台宗)、慈眼寺(天台宗)、正眼寺(天台宗)、清安寺などが同時に焼き討ちされて消滅し、禅林寺(臨済宗妙心寺派)は焼き討ちされたものの復興し現在に至っている。
- 江戸時代の貞享3年(1686年)に菰野藩主土方雄豊が湯の山温泉の現在の場所に薬師堂を建立したことにより再建され、比叡山の末寺として享保5年(1720年)に寺号山号が許可された。この時の住職の真静が三嶽寺中興の祖とされている。
- その後本堂が焼失したために文化12年(1815年)に再建された。

## 概要
- 国見岳北谷の山小屋から北方向に廃寺跡があって、西に僧坊らしき基壇右横が僅かに残り、東は鐘楼へ登る石段と思しい石組みの崩れが認められる。寺跡の中央部に手洗石が1つ見られるが、これが唯一、当時の寺の名残りをとどめている。
- 廟所（墓地）は谷の南側にあり、雛段状の区画に五輪の石塔が数基残る。
- 江戸時代よりの伝承で、仏の化身として現れた僧兵の言葉に心中を思い止め、礼に折鶴を奉納し願掛を行ったところ恋愛が成就したと云う“折鶴伝説”にちなみ、今日では恋愛成就の祈願寺として有名である。
- 三嶽寺の近くの湯の山温泉では、毎年10月初旬には織田信長の軍勢に立ち向かい勇敢に戦った僧兵を忍んで僧兵まつりが行われており、僧兵装束に身を包んだ男たちが担ぐ大小の樽（5個）に松明を約50本付けた『火炎みこし』は、重さ約600kg。三嶽寺で祈願を受けたあとロープウェイ前の広場まで約2kmの道のりを練り歩く。炎が凄まじく燃え盛り、漆黒の夜空に火の粉が飛び散るさまは圧巻である。 また、『火炎みこし』に先立って、綺麗に飾られた女性だけの『かえでみこし』も練り歩く。